# He Loves to Fly and He D'ohs
He Loves to Fly and He D'oh's, también conocido como He Loves to Fly titulado en Hispanoamérica Le gusta volar y se nota y en España ¡Le gusta volar, jo!, es el primer episodio de la decimonovena temporada de la serie de dibujos animados Los Simpson, estrenado originalmente el 23 de septiembre de 2007, el 25 de mayo del 2008 en Hispanoamérica y el 5 de julio de 2009 en España. Fue escrito por Joel H. Cohen y dirigido por Mark Kirkland, mientras que Lionel Richie es la estrella invitada como sí mismo y Stephen Colbert interpreta a Colby Kraus. En este episodio, Homer viaja en el avión privado del Señor Burns, por lo que decide buscar un empleo con tal prestación, recurriendo a la ayuda de un life coach.

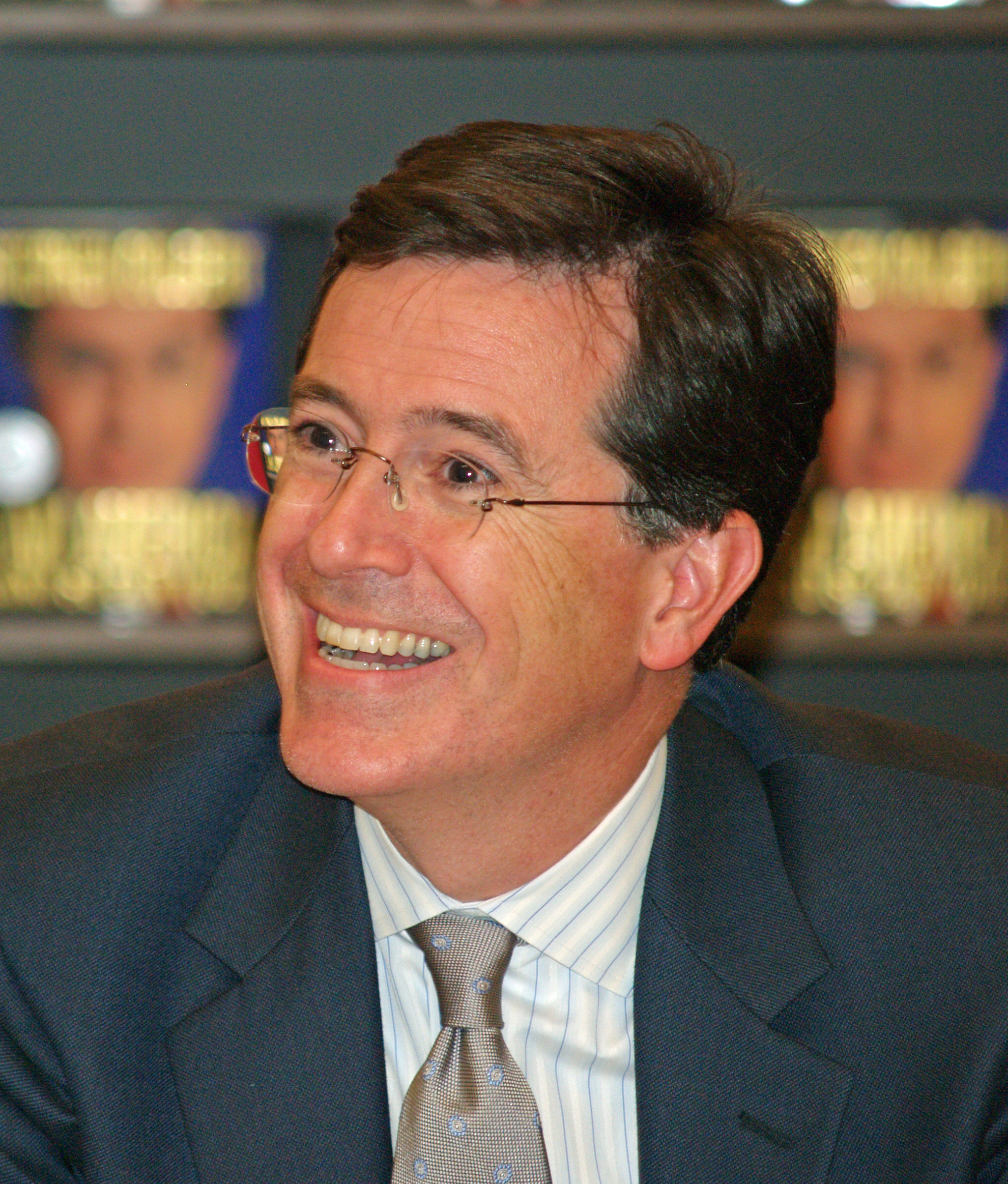
Stephen Colbert (fotografía) basó su actuación en Tony Robbins.

El episodio promedió 9.7 millones de espectadores, y tuvo un rating Nielsen de 4.7 puntos y un 12% de audiencia, siendo el episodio más visto de la serie el día de su estreno desde "The Wife Aquatic", el cual se estrenó el 7 de enero de 2007.

## Sinopsis
Todo comienza cuando, mientras está de compras en el Centro Comercial de Springfield, el Sr. Burns encuentra un centavo en una fuente de agua y se inclina para recogerlo; mientras lo hace, cae en la fuente. El agua queda a punto de matarlo, pero Homer llega y lo saca del agua, salvándole la vida. Para recompensarlo, el Sr. Burns le ofrece a Homer llevarlo a cenar. Homer dice que le gusta la pizza al estilo Chicago, por lo que el Sr. Burns lo lleva de manera inesperada a Chicago en su avión privado. En el avión, Homer es tratado con lujo y conoce a Lionel Richie. Y aunque Homer se pone terco para salir del avión, considera que fue una experiencia increíble.
Luego de regresar de Chicago, Homer le dice a Marge que está cansado de ser una persona normal y se vuelve deprimido. Marge decide ayudarlo, por lo que contrata a un asesor llamado Colby Kraus, quien ayudaría a Homer a cumplir su sueño de viajar en un avión privado. Colby comienza su tratamiento con Homer filmándolo todo el tiempo. En el Bowlarama y luego de ver los hábitos de Homer por un par de días, Colby se da cuenta de que el bowling es lo único en lo que Homer es bueno y que disfruta haciendo. Colby le da instrucciones a Homer de que usase sus zapatos de bowling a todos lados que fuese para ayudarlo a tener confianza en sus acciones. Los zapatos de bowling dan resultado, y Homer se convierte en un hombre nuevo, por lo que recibe numerosas ofertas de trabajo. Homer decide ir a una entrevista en una fábrica de tuberías, con la única razón que debería volar en el avión privado de la compañía como parte de su trabajo.
Sin embargo, el Texano Rico no lo contrata, pero Homer decide no decirle nada a su familia y simula ir a trabajar cada día, aunque en realidad sólo iba a Krusty Burger a pasar la jornada. Al día siguiente, la clase de Bart va al local luego de un viaje escolar y Bart queda muy sorprendido al encontrar a Homer sentado solo ante una mesa. Homer decide ser sincero y le dice a Bart que su entrevista de trabajo no había sido como él había pensado, ya que su entrevistador, el Texano Rico, había descubierto que Homer no sabía nada sobre tuberías de cobre. Bart convence a Homer de que debe decirle a Marge lo que había pasado (porque Marge empezaba a tener una crisis de compras), por lo que Homer la llama desde un teléfono público.
Sin embargo, cuando escucha la voz feliz de Marge decide que no puede decepcionarla y decirle la verdad sobre su "nuevo" trabajo. En lugar de eso, inventa una historia, diciéndole que debía volar en el jet de la compañía por trabajo y le pide a Marge que se encontrase con él en el aeropuerto en una hora. Homer le paga a un Marine para que le permitiese volar en su avión, para decirle a Marge una vez en vuelo la verdad sin que se molestase. Una vez en el aire, Marge no puede creer los lujos que tiene el avión privado. Homer la hace tomar asiento para decirle la verdad, pero antes de que pueda hacerlo, sufren una turbulencia. Homer y Marge entran en la cabina para ver cuál era el problema, sólo para descubrir que el piloto estaba desmayado. Homer echa al piloto a un lado y toma el control del avión. Marge toma su teléfono celular y llama a Colby Kraus para pedirle ayuda. Gracias a la motivación de Colby, Homer logra aterrizar el avión a salvo aunque cometería el error de hundir el avión cerca de la costa. Después del rescate, Homer le explica a Marge que volar en aviones privados es fabuloso pero simplemente muy peligroso, por lo que volvería a trabajar en la Planta Nuclear.
Al final del episodio, se nota que Lionel Ritchie también se encontraba dentro del avión por lo que fue rescatado. El piloto del helicóptero le sugiere que deje caer sus premios al mar pero Lionel Ritchie simplemente se burla del piloto porque él nunca dejaría sus premios.

## Producción
La secuencia de apertura del episodio es una especie de continuación de Los Simpson: la película. Bart escribe "No esperaré 20 años para hacer otra película" en la pizarra y pasa con su patineta por Springfield, la cual todavía está siendo reconstruida del incidente del domo. Muchos personajes de la película reaparecen, incluyendo al presidente Schwarzenegger, la ardilla con varios ojos, Colin, Russ Cargill, y la mujer esquimal. Plopper el cerdo también aparece por primera vez en la serie, durante el gag del sofá, y Homer se refiere a él como "mi amor de verano".

### Casting
Cuando se le ofreció participar en el programa, Stephen Colbert creyó que simplemente iría a una audición, por lo que quedó muy sorprendido cuando los productores le dijeron que ya tenía un papel en el episodio. Colbert estuvo satisfecho con que su personaje se llamase Colby y que su aparición sea similar a él mismo, aunque no esperaba que los animadores conservaran sus anteojos para su diseño. Basó su actuación en Tony Robbins, y describió las sesiones de grabación como "el trabajo más duro".